# Willy von Känel
Willy von Känel (ur. 30 października 1909 w La Chaux-de-Fonds, zm. 28 kwietnia 1991) – szwajcarski piłkarz grający na pozycji napastnika. W reprezentacji Szwajcarii rozegrał 19 meczów i strzelił 3 gole.

## Kariera klubowa
Swoją karierę piłkarską von Känel rozpoczął w klubie FC Biel-Bienne. Zadebiutował w nim w 1929 roku i grał w nim do 1939 roku. W 1939 roku przeszedł do Servette FC. W sezonie 1939/1940 wywalczył z Servette mistrzostwo kraju. W 1941 roku zakończył karierę.

## Kariera reprezentacyjna
W reprezentacji Szwajcarii von Känel zadebiutował 19 czerwca 1930 roku w przegranym 0:3 towarzyskim meczu z Norwegią, rozegranym w Oslo. W 1934 roku został powołany do kadry na mistrzostwa świata we Włoszech. Na nich rozegrał dwa mecze: w 1/8 finału z Holandią (3:2) i ćwierćfinałowy z Czechosłowacją (2:3). Od 1930 do 1934 roku rozegrał w kadrze narodowej 19 meczów i strzelił 3 gole.